# Caesar Cardini
Pour les articles homonymes, voir Cardini (homonymie).
Cesare Cardini, dit « Caesar » Cardini, né le 24 février 1896 à Baveno dans la région du Lac Majeur, Italie et mort le 3 novembre 1956 à Los Angeles, États-Unis, fut un propriétaire d'hôtel et un restaurateur italien. Il est surtout connu pour la salade Caesar, la salade la plus populaire aux États-Unis. Cesare Cardini, qui n'avait adapté son prénom que pour plaire à ses clients américains, est enterré dans le cimetière d'Inglewood Park.

## Biographie
Cesare Cardini est né dans la région du Lac Majeur. Deux sœurs et deux frères qui lui ont survécu sont connus : Alessandro, Carlotta, Caudencio et Maria. Les filles sont restées en Italie, mais les trois frères ont émigré en Amérique où ils furent finalement restaurateurs à Mexico. Cesare, lui, a émigré aux États-Unis vers 1918 et s'est installé à San Diego comme restaurateur ; pendant les années 1920-1930, il fait surtout des affaires à Tijuana (Mexique), pour éviter les restrictions de la prohibition.
Dès 1935, il vit à Los Angeles avec sa famille et s'occupe surtout de la production et de la vente de ses dressings embouteillées. Il se marie avec Camille et a une fille, Rosa Maria Cardini (1928-2003) qui continue ses affaires et l'entreprise Caesar Cardini Foods Inc. avec grand succès,. La marque déposée Cardini's est ensuite vendue, mais elle existe toujours et offre une bonne douzaine de « variations originales » de la recette originale.
Rosa Cardini raconte que, le 4 juillet 1924, son père inventa la salade Caesar, mais bien d'autres ont réclamé cet honneur sans aucun succès. Il est certain que cette salade est la plus populaire aux États-Unis depuis les années 1990.